# Alopen
Biskup Alopen (Alopen Abraham; chiń. upr. 阿罗本; chiń. trad. 阿羅本; pinyin Āluóběn) – jeden z pierwszych znanych misjonarzy chrześcijańskich, który dotarł do Chin.
W roku 635 Alopen był w stolicy dynastii Tang. Cesarz Taizong (627–649) panujący w tamtym czasie był przyjaźnie nastawiony do misji. Nakłonił on Alopena (Olopena) do przetłumaczenia pism chrześcijańskich na język chiński oraz wydał w 638 edykt tolerancyjny, który zapisano na steli z Xi’an. Edykt ten wspomina także, że w tamtym czasie w Chinach znajdowało się 21 mnichów nestoriańskich.